# The Crisis (film, 1912)
The Crisis est un film muet américain réalisé par Thomas H. Ince et sorti en 1912.

## Fiche technique
- Titre : The Crisis
- Réalisation : Thomas H. Ince
- Durée : 20 minutes
- Date de sortie : 
  - États-Unis : 29 mars 1912

## Distribution
- Francis Ford
- Ann Little
- J. Barney Sherry
- Ethel Grandin